# Шарківська сільська рада
| Шарківська сільська рада — колишній орган місцевого самоврядування у Рокитнянському районі Київської області з адміністративним центром у с. Шарки. Історична дата утворення: в 1927 році. Водоймища на території, підпорядкованій даній раді: річка Гороховатка. Сільській раді підпорядковані населені пункти: - с. Шарки - с. Калинівка |

## Склад ради
Рада складається з 12 депутатів та голови.

### Керівний склад ради
| ПІБ                      | Основні відомості                                                                  | Дата обрання | Дата звільнення |
| ------------------------ | ---------------------------------------------------------------------------------- | ------------ | --------------- |
| Шаравара Микола Іванович | Сільський голова, 1957 року народження, освіта, член Соціалістичної партії України | 26.03.2006   | 31.10.2010      |

Примітка: таблиця складена за даними джерела